# Бессо, Микеле
Микеле Бессо (итал. Michele Besso; 25 мая 1873 или 25 марта 1873, Рисбах, Цюрих — 15 марта 1955, Женева) — швейцарско-итальянский инженер, тесно сотрудничавший с Альбертом Эйнштейном.

## Биография
Родился в Цюрихе в семье итальянских евреев-сефардов. Являлся близким другом Альберта Эйнштейна во время его обучения в Швейцарской высшей технической школы Цюриха, а затем в патентном бюро в Берне, где помог Альберту Эйнштейну с трудоустройством. Ему приписывают знакомство Альберта Эйнштейна с работами скептического критика физики Эрнста Маха, который повлиял на подход Эйнштейна к этой дисциплине. Альберт Эйнштейн познакомил Микеле Бессо с будущей женой Анной Винтелер, которая являлась сестрой подруги Эйнштейна Марии Винтелер.
Альберт Эйнштейн называл Микеле Бессо «лучшим в Европе резонатором» научных идей. В оригинальной статье по специальной теории относительности Альберт Эйнштейн закончил следующими словами: «В заключение позвольте мне отметить, что мой друг и коллега М. Бессо стойко поддерживал меня в моей работе над обсуждаемой здесь проблемой, и что я обязан ему многими ценными предложениями».
Микеле Бессо умер в Женеве в возрасте 81 года. В письме с соболезнованиями семье Бессо Альберт Эйнштейн написал: «Теперь он снова немного опередил меня, расставшись с этим странным миром. Это не имеет значения. Для таких людей, как мы, которые верят в физику, разделение между прошлым, настоящим и будущим имеет лишь значение общепризнанно цепкой иллюзии». Альберт Эйнштейн умер через месяц и 3 дня после смерти своего друга, 18 апреля 1955 года.
Являлся племянником Марко Бессо, президента Assicurazioni Generali, и математика Давиде Бессо.